# Connacht
Il Connacht (pronuncia inglese [ˈkɒnɔːt]; gaelico irlandese: Connachta, [ˈkunəxtə], Cúige Chonnacht [ˈkuːɡʲ ˈkunəxt]; in inglese anche Connaught) è la più occidentale delle quattro province della Repubblica d'Irlanda ed è la meno vasta per territorio, sia per superficie che per numero di contee che sono cinque:
- Galway
- Leitrim
- Mayo
- Roscommon
- Sligo

## Toponomastica
Il nome dal gaelico irlandese, Cúige Chonnacht, significa "terra dei figli di Conn".

## Araldica civica
Stemma e bandiera de facto (non esistono descrizioni ufficiali) della provincia portano due metà, una bianca ed una blu: nella prima è presente mezza aquila nera, nella seconda una mano che brandisce una spada. Il primo simbolo dovrebbe derivare dall'antico clan degli O'Connor, che governava nelle terre del Connacht prima dell'invasione normanna. L'aquila, invece, richiamerebbe la tribù dei Brown di Galway.

## Topografia
Essendo soltanto quattro e tutte di dimensioni non particolarmente differenti, le province irlandesi sono tutte caratterizzati da zone interne piuttosto pianeggianti o collinari interrotte talvolta da paludi e torbiere, ed in questo non differisce neanche il Connacht. Le montagne sono situate nei pressi delle zone costiere e danno a volte luogo a impervie scogliere. Per un'analisi più attenta, è opportuno consultare le voci delle singole contee.

### Orografia
Il monte più alto della provincia è nella contea di Mayo, ed è il Mweelrea (814 m) nella catena dei Partry. Altro monte, sempre nella stessa contea, che svetta decisamente ed è molto importante, è Croagh Patrick, la montagna sacra degli irlandesi. Nel Mayo sono presenti anche il Nephin ed il Nephin Beg.
Nella contea di Galway non ci sono grandi alture, ma tutte caratteristiche come i Twelve Bens e i Maumturk; stessa situazione nella contea di Sligo, dominata da bassi monti ma dai profili molto particolari, uno su tutti il Benbulben, ma anche Knocknarea e i Monti Ox. Roscommon e Leitrim non hanno grandi alture.

### Idrografia

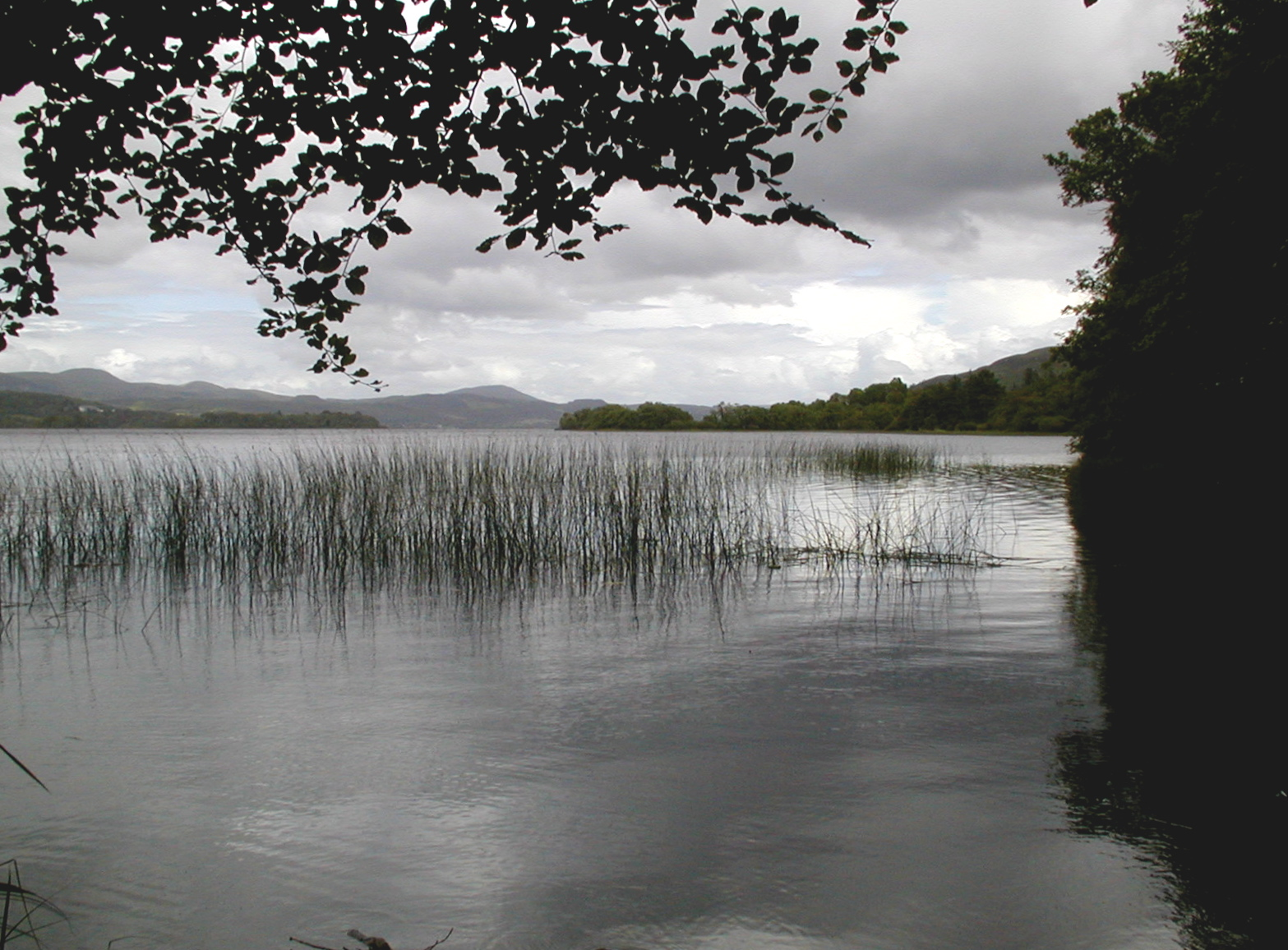
Lough Gill

Il Connacht è bagnato come tutte le altre province dallo Shannon, il fiume più lungo dell'arcipelago britannico: il corso dello Shannon segna gran parte del confine orientale con il Leinster. Non ci sono altri fiumi notevoli, ma ve ne sono molti particolarmente importanti: il Moy, ad esempio, lungo 99 km e conosciuto in tutta Europa per le sue acque ricchissime di salmoni e trote brune, scorre interamente nella provincia e per gran parte nel Mayo. Degno di nota è il fiume Corrib, uno dei più brevi (appena 6 km) d'Europa ma con portata notevole, il Garavogue a Sligo, il Boyle ed il Drumcliffe.
I laghi sono numerosissimi e di ogni tipo, genere e dimensione, quindi qui vengono trattati solo i maggiori. Il primo da citare è ovviamente il Lough Corrib, il più vasto lago della Repubblica d'Irlanda ed il secondo dell'isola irlandese, che occupa una porzione notevole della contea di Galway; da annoverare, poi, i grandi laghi del Mayo, ovvero partendo dalle vicinanze del Corrib, il Lough Mask, il Lough Carra ed i due laghi più settentrionali, Lough Cullin e Lough Conn. Nella contea di Sligo discorso a parte merita il Lough Gill, meta molto gettonata dai turisti, così come il Lough Drumcliffe. I tre laghi dello Shannon bagnano tutti le terre del Connacht: il Lough Allen è per gran parte nel Leitrim; il Lough Ree bagna il Roscommon ed il Lough Derg la contea di Galway. Regioni come il Connemara, le midlands del Mayo e delle pianure centrali sono ricchissime di laghi, laghetti e semplici specchi d'acqua, come il Derryclare Lake o Kylemore per citarne due tra i più famosi.

### Coste ed isole
Le coste del Connacht sono molto interessanti ed estese: partendo da sud-ovest, partono con la vasta Baia di Galway e le relative insenature minori, fino nella parte occidentale del Connemara pieno di piccole isolette vicine alla terraferma e soggette a continue maree (caso più eclatante Omey Island). Tra Galway e Mayo è presente il Killary Harbour, unico fiordo d'Irlanda lungo circa 16 km. Nel Mayo la costa è molto irregolare e piena di baie: si incontra da sud prima la particolare Baia di Clew, che contiene un numero impressionante di isole (più di 300).